# Lygodactylus kimhowelli
Lygodactylus kimhowelli este o specie de șopârle din genul Lygodactylus, familia Gekkonidae, descrisă de Pasteur 1995. Conform Catalogue of Life specia Lygodactylus kimhowelli nu are subspecii cunoscute.